# (1800) Aguilar
(1800) Aguilar – planetoida z pasa głównego planetoid okrążająca Słońce w ciągu 3 lat i 227 dni w średniej odległości 2,36 au. Została odkryta 12 września 1950 roku w obserwatorium La Plata przez Miguela Itzigsohna. Nazwa planetoidy pochodzi od Félixa Aguilara, argentyńskiego astronoma, dyrektora obserwatorium La Plata. Przed jej nadaniem planetoida nosiła oznaczenie tymczasowe (1800) 1950 RJ.